# Стољетна ескадра
„Стољетна ескадра” је југословенска и прва хрватска телевизијска серија снимљена 1960. године у продукцији ТВ Загреб.

## Улоге
| Глумац         | Улога |
| -------------- | ----- |
| Јосип Мароти   |       |
| Дамир Мејовшек |       |

Комплетна ТВ екипа  ▼
| Редитељ    | Данијел Марушић |
| Сценариста | Данијел Марушић |